# (190310) De Martin
(190310) De Martin est un astéroïde de la ceinture principale.

## Description
(190310) De Martin est un astéroïde de la ceinture principale. Il fut découvert le 2 octobre 1997 à Sormano par Valter Giuliani. Il présente une orbite caractérisée par un demi-grand axe de 3,12 UA, une excentricité de 0,24 et une inclinaison de 16,9° par rapport à l'écliptique.

## Compléments